# Luteciense
| Era Eratema | Periodo Sistema | Época Serie | Edad Piso                | Inicio, en millones de años |
| ----------- | --------------- | ----------- | ------------------------ | --------------------------- |
| Cenozoico   | Cuaternario     | Cuaternario | Cuaternario              | 2,588                       |
| Cenozoico   | Neógeno         | Neógeno     | Neógeno                  | 23,04                       |
| Cenozoico   | Paleógeno       | Oligoceno   | Chattiense Chattiano     | 27,3                        |
| Cenozoico   | Paleógeno       | Oligoceno   | Rupeliense Rupeliano     | 33,9                        |
| Cenozoico   | Paleógeno       | Eoceno      | Priaboniense Priaboniano | 37,71                       |
| Cenozoico   | Paleógeno       | Eoceno      | Bartoniense Bartoniano   | 41,03                       |
| Cenozoico   | Paleógeno       | Eoceno      | Luteciense Lutetiano     | 48,07                       |
| Cenozoico   | Paleógeno       | Eoceno      | Ypresiense Ypresiano     | 56,00                       |
| Cenozoico   | Paleógeno       | Paleoceno   | Thanetiense Thanetiano   | 59,24                       |
| Cenozoico   | Paleógeno       | Paleoceno   | Selandiense Selandiano   | 61,66                       |
| Cenozoico   | Paleógeno       | Paleoceno   | Daniense Daniano         | 66,0                        |

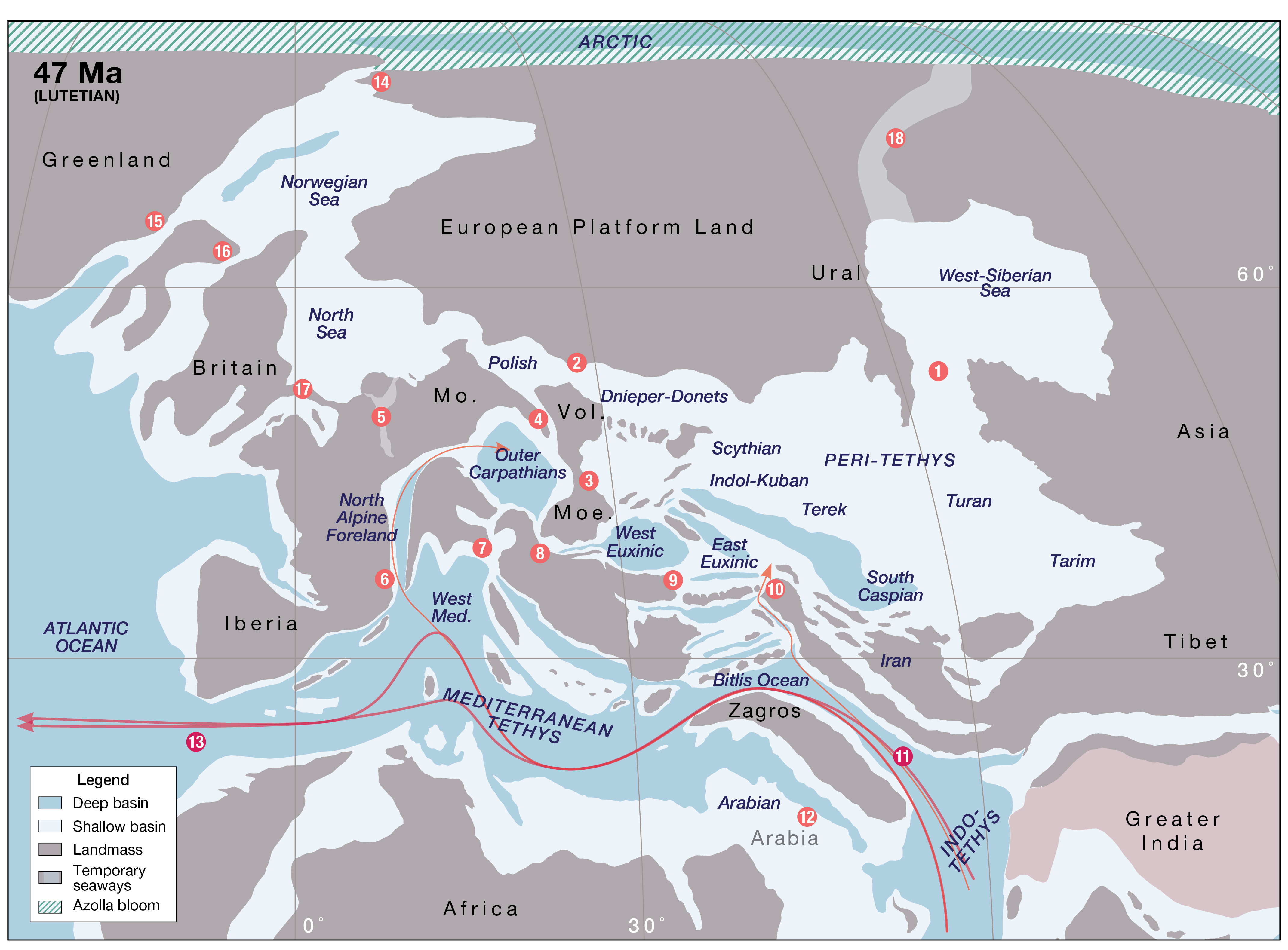
Paleogeografía de la región del Tetis durante el Luteciense

El Luteciense o Lutetiano es el segundo piso y edad del Eoceno en la escala temporal geológica. Sucede al Ypresiense y precede al Bartoniense. Se inició hace unos 48,07 millones de años y terminó hace unos 41,03 millones de años. Hasta la estandarización de las terminologías en español de España y Venezuela (Luteciense, 2013) y de América (Lutetiano, 2023) el piso ha sido también se ha denominado en la literatura científica como Luteciano.
El nombre, que proviene de Lutetia Parisiorum, nombre en latín de París, fue propuesto por el geólogo francés Albert de Lapparent en 1883.

## Sección estratotipo y punto de límite global (GSSP)
La sección estratotipo y punto de límite global (GSSP) para la base del Luteciense se encuentra en la playa de Gorrondatxe (municipio de Guecho, Vizcaya, España). Se caracteriza por la primera aparición del nanoplancton calcáreo Blackites inflatus, en la mitad del cron C21r. El piso y el GSSP fueron aprobados por la Comisión Internacional de Estratigrafía en enero de 2011 y por la Unión Internacional de Ciencias Geológicas en abril del mismo año.
El techo del Luteciense se define por la base del Bartoniense, que se caracteriza por la última aparición del nanoplancton calcáreo Reticulofenestra reticulata.

## Flora y fauna
De hace 47,8 millones de años data la formación del maar en el que se depositaron los sedimentos que conforman el yacimiento de Messel (Alemania),  que registra un conjunto de fósiles continentales de esta edad muy bien conservados.
Hace 47 millones de años, dentro de esta edad, aparece el género Teilhardina, un primate primitivo clasificado dentro del orden Haplorrhini y de la familia Omomyidae, y son probablemente los antepasados del infraorden Simiiformes y del género Tarsius.
En China se ha hallado un fósil con una edad de 45 millones de años de la especie Eosimias sinensis, un simio primitivo del infraorden Simiiformes, de la superfamilia Eosimiidae, supuesto antepasado de todos los Catarrhini (los denominados "simios del Viejo Mundo").